# Landkreis Schwabmünchen
Der frühere Landkreis Schwabmünchen gehörte zum bayerischen Regierungsbezirk Schwaben. Bis zum Beginn der Gebietsreform in Bayern am Anfang der 1970er Jahre umfasste der Landkreis 32 Gemeinden. Sein ehemaliges Gebiet liegt heute im Landkreis Augsburg.

## Geographie

### Wichtige Orte
Die einwohnerstärksten Gemeinden waren Königsbrunn, Bobingen, Schwabmünchen und Untermeitingen.

### Nachbarkreise
Der Landkreis grenzte 1972 im Uhrzeigersinn im Norden beginnend an den Landkreis und an die kreisfreie Stadt Augsburg sowie an die Landkreise Friedberg, Landsberg am Lech, Kaufbeuren, Mindelheim und Krumbach (Schwaben).

## Geschichte

### Bezirksamt
Das Bezirksamt Schwabmünchen entstand am 1. Oktober 1900 durch die Ausgliederung von 32 Gemeinden des Bezirksamtes Augsburg.

### Landkreis
Am 1. Januar 1939 wurde wie sonst überall im Deutschen Reich die Bezeichnung Landkreis eingeführt. So wurde aus dem Bezirksamt der Landkreis Schwabmünchen.
Am 1. Juli 1972 wurden der Landkreis Schwabmünchen aufgelöst. Seine Gemeinden wurden mit Gemeinden der Landkreise Augsburg, Wertingen, Mindelheim, Donauwörth und Neuburg an der Donau im Zuge der Gebietsreform in Bayern zum neuen Landkreis Augsburg-West zusammengefasst. Am 1. Mai 1973 erhielt der neue Landkreis den heute gültigen Namen Landkreis Augsburg.

## Einwohnerentwicklung
| Jahr | Einwohner | Quelle |
| ---- | --------- | ------ |
| 1900 | 21.947    | [ 5 ]  |
| 1910 | 23.568    | [ 5 ]  |
| 1925 | 24.589    | [ 6 ]  |
| 1939 | 28.202    | [ 7 ]  |
| 1950 | 41.888    | [ 8 ]  |
| 1960 | 46.100    | [ 9 ]  |
| 1971 | 57.200    | [ 10 ] |

## Gemeinden
Die Gemeinden des Landkreises Schwabmünchen vor der Gemeindereform. Die Gemeinden, die es heute noch gibt, sind fett geschrieben.
| frühere Gemeinde     | heutige Gemeinde  | heutiger Landkreis |
| -------------------- | ----------------- | ------------------ |
| Birkach              | Schwabmünchen     | Landkreis Augsburg |
| Bobingen, Markt      | Bobingen          | Landkreis Augsburg |
| Gennach              | Langerringen      | Landkreis Augsburg |
| Graben               | Graben            | Landkreis Augsburg |
| Grimoldsried         | Mickhausen        | Landkreis Augsburg |
| Großaitingen         | Großaitingen      | Landkreis Augsburg |
| Habertsweiler        | Langenneufnach    | Landkreis Augsburg |
| Hiltenfingen         | Hiltenfingen      | Landkreis Augsburg |
| Kleinaitingen        | Kleinaitingen     | Landkreis Augsburg |
| Klimmach             | Schwabmünchen     | Landkreis Augsburg |
| Klosterlechfeld      | Klosterlechfeld   | Landkreis Augsburg |
| Königsbrunn          | Königsbrunn       | Landkreis Augsburg |
| Konradshofen         | Scherstetten      | Landkreis Augsburg |
| Kreuzanger           | Bobingen          | Landkreis Augsburg |
| Langenneufnach       | Langenneufnach    | Landkreis Augsburg |
| Langerringen         | Langerringen      | Landkreis Augsburg |
| Mickhausen           | Mickhausen        | Landkreis Augsburg |
| Mittelneufnach       | Mittelneufnach    | Landkreis Augsburg |
| Mittelstetten        | Schwabmünchen     | Landkreis Augsburg |
| Münster              | Mickhausen        | Landkreis Augsburg |
| Oberottmarshausen    | Oberottmarshausen | Landkreis Augsburg |
| Reichertshofen       | Mittelneufnach    | Landkreis Augsburg |
| Reinhartshofen       | Großaitingen      | Landkreis Augsburg |
| Scherstetten         | Scherstetten      | Landkreis Augsburg |
| Schwabegg            | Schwabmünchen     | Landkreis Augsburg |
| Schwabmühlhausen     | Langerringen      | Landkreis Augsburg |
| Schwabmünchen, Stadt | Schwabmünchen     | Landkreis Augsburg |
| Siegertshofen        | Fischach          | Landkreis Augsburg |
| Straßberg            | Bobingen          | Landkreis Augsburg |
| Untermeitingen       | Untermeitingen    | Landkreis Augsburg |
| Walkertshofen        | Walkertshofen     | Landkreis Augsburg |
| Wehringen            | Wehringen         | Landkreis Augsburg |

Landkreis Schwabmünchen, Gemeindegrenzenkarte von 1961

Die Gemeinde Klosterlechfeld hieß bis zum 16. April 1928 Lechfeld.

## Kfz-Kennzeichen
Am 1. Juli 1956 wurde dem Landkreis bei der Einführung der bis heute gültigen Kfz-Kennzeichen das Unterscheidungszeichen SMÜ zugewiesen. Es wurde bis zum 3. August 1974 ausgegeben. Seit dem 1. März 2017 wird es durch die Kennzeichenliberalisierung wieder im Landkreis Augsburg ausgegeben.